# Le Reposoir
Le Reposoir är en kommun i departementet Haute-Savoie i regionen Auvergne-Rhône-Alpes i sydöstra Frankrike. Kommunen ligger i kantonen Scionzier som tillhör arrondissementet Bonneville. År 2022 hade Le Reposoir 559 invånare.

## Befolkningsutveckling
Antalet invånare i kommunen Le Reposoir
| Referens: INSEE |